# Wstyd (film 2006)
Wstyd – polski film dramatyczny z 2006 roku w reżyserii Piotra Matwiejczyka.

## Opis
12-letnia dziewczynka zostaje brutalnie zgwałcona. Sprawcą jest jeden z trzech 40-letnich mężczyzn, z którymi dziewczynka utrzymywała wcześniej kontakty.

## Obsada
- Natalia Durczok, jako dziewczynka, Asia
- Mirosław Baka, jako ginekolog
- Artur Barciś, jako ojciec dziewczynki
- Marcin Dorociński, jako nauczyciel muzyki
- Dorota Segda, jako żona ginekologa